# Bơi lội tại giải vô địch bơi lội thế giới 2015 - Bơi tự do 800m nam
Phần thi bơi tự do 800m nam tại hạng mục bơi lội của Giải vô địch bơi lội thế giới 2015 được tổ chức vào ngày 4 tháng 8 năm 2015 với vòng loại, vào ngày 5 tháng 8 năm 2015 với vòng chung kết.

## Kỉ lục
Trước cuộc thi, các kỉ lục thế giới và kỉ lục của giải được trình bày ở bảng dưới đây.
| Kỉ lục thế giới | Zhang Lin (CHN) | 7:32.12 | Rome, Italy | 29 tháng 7 năm 2009 |
| Kỉ lục của giải | Zhang Lin (CHN) | 7:32.12 | Rome, Italy | 29 tháng 7 năm 2009 |

## Kết quả

### Vòng loại
Vòng loại bắt đầu lúc 10:30.
| Xếp hạng | Nhánh đấu | Làn bơi | Tên vận động viên        | Quốc tịch      | Thời gian | Ghi chú |
| -------- | --------- | ------- | ------------------------ | -------------- | --------- | ------- |
| 1        | 5         | 3       | Connor Jaeger            | Hoa Kỳ         | 7:44.47   | Q       |
| 2        | 5         | 4       | Gregorio Paltrinieri     | Ý              | 7:45.15   | Q       |
| 3        | 5         | 2       | Stephen Milne            | Anh Quốc       | 7:46.61   | Q       |
| 4        | 5         | 6       | Michael McBroom          | Hoa Kỳ         | 7:47.05   | Q       |
| 5        | 5         | 5       | Mack Horton              | Úc             | 7:47.08   | Q       |
| 6        | 4         | 5       | Sun Yang                 | Trung Quốc     | 7:47.87   | Q       |
| 7        | 5         | 8       | Wojciech Wojdak          | Ba Lan         | 7:48.95   | Q       |
| 8        | 3         | 6       | Henrik Christiansen      | Na Uy          | 7:49.70   | Q       |
| 9        | 5         | 1       | Akram Ahmed              | Ai Cập         | 7:49.83   |         |
| 10       | 4         | 4       | Ryan Cochrane            | Canada         | 7:50.28   |         |
| 11       | 4         | 2       | Damien Joly              | Pháp           | 7:50.30   |         |
| 12       | 4         | 0       | Marc Sánchez             | Tây Ban Nha    | 7:51.19   |         |
| 13       | 3         | 0       | Mads Glæsner             | Đan Mạch       | 7:51.24   |         |
| 14       | 3         | 5       | Joris Bouchaut           | Pháp           | 7:52.37   |         |
| 15       | 4         | 1       | Florian Vogel            | Đức            | 7:53.61   |         |
| 16       | 4         | 9       | Maarten Brzoskowski      | Hà Lan         | 7:54.31   |         |
| 17       | 4         | 3       | Pál Joensen              | Quần đảo Faroe | 7:55.01   |         |
| 18       | 3         | 4       | Richárd Nagy             | Slovakia       | 7:55.31   |         |
| 19       | 5         | 9       | Wang Kecheng             | Trung Quốc     | 7:56.05   |         |
| 20       | 3         | 7       | Nathan Capp              | New Zealand    | 7:57.61   |         |
| 21       | 3         | 8       | Martín Naidich           | Argentina      | 7:57.72   |         |
| 22       | 4         | 8       | Sören Meißner            | Đức            | 7:57.93   |         |
| 23       | 5         | 7       | Gergely Gyurta           | Hungary        | 7:58.70   |         |
| 24       | 4         | 6       | Péter Bernek             | Hungary        | 7:59.56   |         |
| 25       | 3         | 1       | Serhiy Frolov            | Ukraina        | 8:02.17   |         |
| 26       | 3         | 2       | Esteban Enderica         | Ecuador        | 8:03.17   |         |
| 27       | 3         | 9       | Martin Bau               | Slovenia       | 8:04.11   |         |
| 28       | 5         | 0       | Myles Brown              | Nam Phi        | 8:04.47   |         |
| 29       | 2         | 5       | Vuk Čelić                | Serbia         | 8:05.68   |         |
| 30       | 4         | 7       | Jan Micka                | Cộng hòa Séc   | 8:05.76   |         |
| 31       | 3         | 3       | Matias Koski             | Phần Lan       | 8:07.28   |         |
| 32       | 2         | 6       | Sven Arnar Saemundsson   | Croatia        | 8:07.40   |         |
| 33       | 2         | 1       | Ido Haber                | Israel         | 8:07.78   |         |
| 34       | 2         | 2       | Alexei Sancov            | Moldova        | 8:10.83   |         |
| 35       | 2         | 3       | Marcelo Acosta           | El Salvador    | 8:12.52   |         |
| 36       | 2         | 4       | Ernest Maksumov          | Nga            | 8:12.65   |         |
| 37       | 1         | 4       | Alin Artimon             | România        | 8:17.16   |         |
| 38       | 2         | 8       | Sim Wee Sheng Welson Sim | Malaysia       | 8:18.20   |         |
| 39       | 2         | 7       | Andy Arteta              | Venezuela      | 8:19.39   |         |
| 40       | 1         | 5       | Felipe Tapia             | Chile          | 8:21.27   |         |
| 41       | 1         | 3       | Pol Arias                | Andorra        | 8:28.11   |         |

### Chung kết

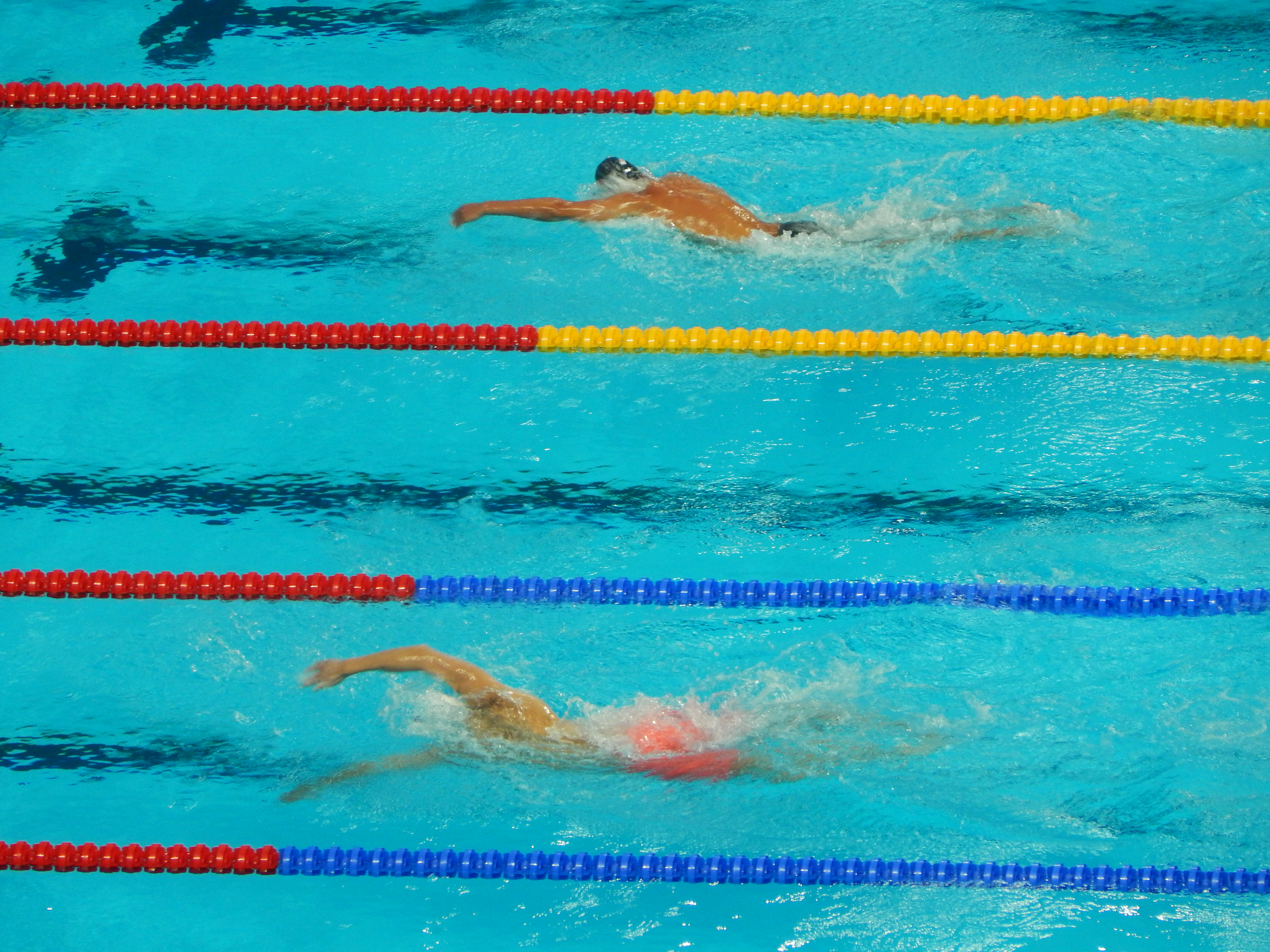
Sun và Paltrinieri trong cuộc đua cho chiếc huy chương vàng

Chung kết bắt đầu lúc 18:58.
| Xếp hạng | Làn bơi | Tên vận động viên    | Quốc tịch  | Thời gian | Ghi chú |
| -------- | ------- | -------------------- | ---------- | --------- | ------- |
| 1        | 7       | Sun Yang             | Trung Quốc | 7:39.96   |         |
| 2        | 5       | Gregorio Paltrinieri | Ý          | 7:40.81   | EU      |
| 3        | 2       | Mack Horton          | Úc         | 7:44.02   |         |
| 4        | 4       | Connor Jaeger        | Hoa Kỳ     | 7:44.51   |         |
| 5        | 8       | Henrik Christiansen  | Na Uy      | 7:45.66   |         |
| 6        | 1       | Wojciech Wojdak      | Ba Lan     | 7:45.90   |         |
| 7        | 3       | Stephen Milne        | Anh Quốc   | 7:49.86   |         |
| 8        | 6       | Michael McBroom      | Hoa Kỳ     | 7:55.30   |         |